# Gyralina nopcsai
Gyralina nopcsai is een slakkensoort uit de familie van de Pristilomatidae. De wetenschappelijke naam van de soort is voor het eerst geldig gepubliceerd in 1999 door Riedel, Feher & Eross.